# Corpo estraneo (film)
Corpo estraneo (Obce ciało) è un film del 2014 diretto da Krzysztof Zanussi, presentato al Toronto International Film Festival 2014, al Chicago International Film Festival 2014, alla Mostra Internacional de Cinema 2014, al Tallin Black Nights Film Festival 2014  e al Trieste Film Festival 2015.

## Trama
Angelo, un giovane e affascinante italiano, si reca a Varsavia per seguire la donna che ama, Kasia, intenzionata invece a farsi suora. Qui, inizia a lavorare presso un'azienda di energia elettrica guidata da Krys, una donna emancipata ed ambiziosa, su cui ricadono però le conseguenze di un'indagine giornalistica che smaschera gli orrori commessi dalla madre adottiva, un ex alto funzionario che durante il periodo comunista ha commesso atrocità contro i nemici del regime. Il rapporto tra Angelo e Krys comincia a deteriorarsi quando lui rifiuta le avance della donna, decidendo anche di aiutare il giovane polacco Adam, alla ricerca di soldi per le spese del padre malato. La situazione crolla dopo che, partito per un viaggio di lavoro in Russia con Kris e la collega Mira, Angelo viene arrestato per essere stato colto in un tentativo di corruzione dei partner russi, di cui in realtà è all'oscuro. Aiutato ad uscire di prigione dallo zio cardinale e dal padre di Kasia, Angelo tenta disperatamente di impedire alla ragazza di prendere i voti, ma invano.

## Festival
- Festival internazionale del cinema di Toronto 2014: Masters
- Chicago International Film Festival 2014: World Cinema
- Mostra Internacional de Cinema 2014: Perspectiva Internacional
- Tallin Black Nights Film Festival 2014: Special Screenings
- Trieste Film Festival 2015: Eventi Speciali